# Campionato Dilettanti Sardegna 1957-1958
Il Campionato Nazionale Dilettanti 1957-1958 è stato il V livello del campionato italiano. A carattere regionale, fu il primo campionato dilettantistico con questo nome, e il sesto se si considera che alla Promozione fu cambiato il nome assegnandogli questo.
Il campionato era organizzato su base regionale dalle Leghe Regionali e le vincenti di ogni girone venivano ammesse alla successiva fase regionale che attribuiva il titolo di lega, mentre erano complessivamente trentadue squadre, distribuite fra le regioni secondo lo schema della vecchia Promozione, a contendersi lo Scudetto Dilettanti.
Questi sono i gironi organizzati dalla Lega Regionale Sarda per la regione Sardegna.

## Squadre partecipanti
| Squadra                      | Città (provincia)      | Stagione 1956-1957 |
| ---------------------------- | ---------------------- | ------------------ |
| Pol. Alghero                 | Alghero (SS)           |                    |
| U.S. Arborea                 | Arborea (CA)           |                    |
| U.S. Arbus                   | Arbus (CA)             |                    |
| S.S. Berchidda               | Berchidda (SS)         |                    |
| C.S. Bosa                    | Bosa (CA)              |                    |
| U.S. Cagliari (B = riserve)  | Cagliari               |                    |
| U.S. Calangianus             | Calangianus (SS)       |                    |
| S.P. Folgore                 | Macomer (NU)           |                    |
| S.E.F. Gallura (B = riserve) | Tempio Pausania (SS)   |                    |
| Pol. Ilvarsenal              | La Maddalena (SS)      |                    |
| C.R.A.L. Marina              | La Maddalena (SS)      |                    |
| U.S. Nuorese                 | Nuoro (NU)             |                    |
| S.C. Ozierese                | Ozieri (SS)            |                    |
| S.S. Quartu                  | Quartu Sant'Elena (CA) |                    |
| A.S. Turritana               | Porto Torres (SS)      |                    |

## Classifica finale
|  | Pos. | Squadra        | Pt        | G  | V | N | P | GF | GS | DR |
|  | ---- | -------------- | --------- | -- | - | - | - | -- | -- | -- |
|  | 1.   | Nuorese        | 38        | 24 |   |   |   |    |    |    |
|  | 2.   | Ilvamaddalena  | 35        | 24 |   |   |   |    |    |    |
|  | 3.   | Quartu         | 30        | 24 |   |   |   |    |    |    |
|  | 4.   | Arborea        | 29        | 24 |   |   |   |    |    |    |
|  | 4.   | Calangianus    | 29        | 24 |   |   |   |    |    |    |
|  | 6.   | Ozierese       | 27        | 24 |   |   |   |    |    |    |
|  | 7.   | Alghero        | 24        | 24 |   |   |   |    |    |    |
|  | 8.   | Arbus          | 23        | 24 |   |   |   |    |    |    |
|  | 9.   | Folgore        | 22        | 24 |   |   |   |    |    |    |
|  | 9.   | Berchidda      | 22        | 24 |   |   |   |    |    |    |
|  | 11.  | Marina         | 17        | 24 |   |   |   |    |    |    |
|  | 12.  | Bosa           | 12        | 24 |   |   |   |    |    |    |
|  | 13.  | Turritana (-1) | 3         | 24 |   |   |   |    |    |    |
|  | ---  | Cagliari (B)   | fuori cl. |    |   |   |   |    |    |    |
|  | ---  | Gallura (B)    | fuori cl. |    |   |   |   |    |    |    |

Legenda:

      Campione Sardo del C.N.D. e ammesso alle finali nazionali.
      Retrocesso in Seconda Categoria.
Note:

Due punti a vittoria, uno a pareggio, zero a sconfitta.
Pari merito in caso di pari punti.

## Verdetti finali
- La Nuorese, campione sardo del Campionato Nazionale Dilettanti, è ammessa alle finali nazionali.
- La Nuorese è promossa in Interregionale 1958-1959.
- La Turritana è retrocessa in Prima Divisione.